# Плюмлек
Плюмлек (фр. Plumelec [plymlɛk], брет. Pluveleg) — коммуна на северо-западе Франции, находится в регионе Бретань, департамент Морбиан, округ Понтиви, кантон Мореак. Расположена в 23 км к северу от Вана, в 12 км от национальной автомагистрали N24 и в 20 км от национальной автомагистрали N166.

## Спорт

### Велоспорт
Многие престижные велогонки проходят или финишируют на горе Коль де Кадудаль расположенной рядом с коммуной. Её протяжённость составляет 1,8 км со средним градиентом 6,2 % и вертикальным перепадом 101 м (с 43 до 154) метра (141—505 футов) на 1,8 километра.
В коммуне с 1974 года проходит Гран-при Плюмлека — Морбиана, шоссейная однодневная велогонка входящая в Велошоссейный кубок Франции, а с 2005 года и в UCI Europe Tour.
Несколько раз Плюмлек становился местом финиша этапов самого престижного Гранд-тура — Тур де Франс:
- 1982 год — 9-й этап (69 км TTT) 12 июля, Лорьян — Плюмлек, выиграла команда TI–Raleigh (Нидерланды)
- 1985 год — пролог (6,8 км ITT) 28 июня, Плюмлек — Плюмлек, выиграл Бернар Ино (Франция)
- 1997 — 3-й этап 8 июля, Вире — Плюмлек, выиграл Эрик Цабель (Германия)
- 2008 — этап 1 5 июля, Брест — Плюмлек, выиграл Алехандро Вальверде (Испания)
- 2015 год — 9-й этап 12 июля, Ванн — Плюмлек, выиграла команда BMC Racing Team (США)

Принимал Чемпионат Франции по шоссейному велоспорту:
- 1973 — выиграл Бернар Тевене
- 1979 — выиграл Роланд Берлан
- 2003 — выиграл Дидье Роус

В 2016 году принимал Чемпионат Европы по шоссейному велоспорту.